# 第1降下猟兵軍
第1降下猟兵軍（だい1こうかりょうへいぐん）は第二次世界大戦中におけるドイツ国防軍の編成の1つ。空軍の降下猟兵(落下傘部隊)やその他の陸軍部隊により編成された。

## 概要
1944年9月にオランダ防衛のために編成された部隊であり、展開地域はアントワープからナイメーヘンにかけてであった。フランスより壊走してきたドイツ軍は、連合軍の攻勢に対抗しうる部隊が無く、ベルギー付近の防御体制は手薄であった。そこで、ドイツ空軍のクルト・シュトゥデント上級大将の下に防御部隊を整えることとなった。シュトゥデントは第7降下猟兵師団（戦力消耗状態）のほか、第176歩兵師団、その他の雑多な部隊を組み入れ、第1降下猟兵軍を編成していった。
第1降下猟兵軍は第2SS装甲軍団とともに1944年9月17日からのマーケットガーデン作戦の阻止を行い、連合軍に打撃を与えた。1944年11月からはシュレム大将が指揮を執っている。その後、後退戦闘を行い、1945年3月の連合軍によるライン川渡河のヴァーシティー作戦時には、主にライン川東岸に展開し3個軍団を有していた。ただし、隷下の各師団は兵員数が4,000名を切っているなど消耗状態にあった。連合軍のライン川渡河後は、戦闘によりほぼ戦力を消耗した。